# Rivière Madeleine (vattendrag i Kanada, lat 45,69, long -71,74)
Rivière Madeleine är ett vattendrag i Kanada.   Det ligger i provinsen Québec, i den sydöstra delen av landet, 300 km öster om huvudstaden Ottawa.
Omgivningarna runt Rivière Madeleine är en mosaik av jordbruksmark och naturlig växtlighet. Runt Rivière Madeleine är det mycket glesbefolkat, med 7 invånare per kvadratkilometer.